# Calaby-Filander
Der Calaby-Filander (Thylogale calabyi) ist eine Känguruart aus der Gattung der Filander (Thylogale). Bis vor kurzem galt sie als Unterart des Neuguinea-Filanders.

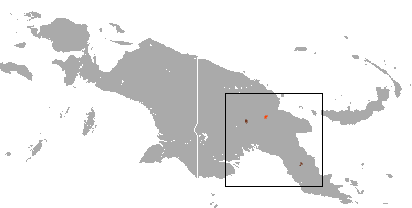
Verbreitungskarte von Thylogale calabyi

Die Art ist nach dem australischen Biologen John Henry Calaby benannt.
Diese Kängurus zählen mit 3 bis 6 Kilogramm zu den kleineren Känguruarten. Ihr Fell ist an der Oberseite graubraun gefärbt, die Unterseite ist heller, an der Hüfte befindet sich ein auffälliger heller Streifen. Wie bei den meisten Kängurus sind die Hinterbeine deutlich größer und kräftiger als die Vorderbeine.
Früher war die Art in den gebirgigen Regionen des östlichen Neuguinea verbreitet, heute kommt sie nur mehr an wenigen Stellen vor, etwa dem Mount Albert Edward. Am Mount Wilhelm und am Mount Giluwe sind die Bestände erloschen.
Ihr Lebensraum sind tropische Wälder und grasbestandene Regionen in rund 2800 Meter Seehöhe. Ansonsten ist über ihre Lebensweise kaum etwas bekannt: wie alle Filander dürften sie nachtaktive Einzelgänger sein und sich von Gräsern, Kräutern und Blättern ernähren.
Aufgrund des kleinen Verbreitungsgebietes und der fortgesetzten Bejagung wird die Art von der IUCN als „stark gefährdet“ (endangered) gelistet.